# Aiello del Friuli
Aiello del Friuli é uma comuna italiana da região do Friuli-Venezia Giulia, província de Udine, com cerca de 2.222 habitantes. Estende-se por uma área de 13 km², tendo uma densidade populacional de 170 hab/km². Faz fronteira com Bagnaria Arsa, Campolongo al Torre, Cervignano del Friuli, Ruda, San Vito al Torre, Visco.
É a cidade natal de Enzo Bearzot, ex-jogador e ex-técnico da Seleção Italiana de Futebol e campeão da Copa do Mundo FIFA de 1982, dirigindo a squadra azurra.

## Demografia
| Variação demográfica do município entre 1861 e 2011                               |
|                                                                                   |
| Fonte: Istituto Nazionale di Statistica (ISTAT) - Elaboração gráfica da Wikipedia |